# Вишнёвое (Хорольский район)
Вишнёвое (укр. Вишневе, до 2016 г. — Петровка) — село в Петровском сельском совете Хорольского района Полтавской области Украины.
Код КОАТУУ — 5324884601. Население по переписи 2001 года составляло 623 человека.
Является административным центром Петровского сельского совета, в который, кроме того, входят сёла: Гирино, Еньки, Лозы и Садовое.

## Географическое положение
Село Вишнёвое находится между сёлами Козубовка и Садовое. По селу протекает пересыхающий ручей с запрудой. Через село проходят автомобильная дорога Т-1716 и железная дорога, станция Вишнёвое.

## История
до 1922 г. – Енькивська Часовня
Село указано на специальной карте Западной части России Шуберта 1826-1840 годов 
Возникло село в первой половине XVII века, оно обозначено на карте Боплана.

## Экономика
- Молочно-товарная ферма.
- ПК «Им. Ватутина».

## Объекты социальной сферы
- Петровский УВК.